# ساردین آمریکای جنوبی
ساردین آمریکای جنوبی (نام علمی: Sardinops sagax) نام یک گونه از تیره شگ‌ماهیان است.